# Alejandro Fernández Feo-Tinoco
Alejandro Fernández Feo-Tinoco (* 6. September 1908 in Caracas; † 17. September 1987) war ein venezolanischer römisch-katholischer Geistlicher und Bischof von San Cristóbal de Venezuela.

## Leben
Alejandro Fernández Feo-Tinoco empfing am 25. Oktober 1931 das Sakrament der Priesterweihe für das Erzbistum Caracas.
Am 23. April 1952 ernannte ihn Papst Pius XII. zum Bischof von San Cristóbal de Venezuela. Der Apostolische Nuntius in Venezuela, Erzbischof Armando Lombardi, spendete ihm am 24. August desselben Jahres die Bischofsweihe; Mitkonsekratoren waren der Erzbischof von Caracas, Lucas Guillermo Castillo Hernández, und der Koadjutorerzbischof von Caracas, Rafael Ignacio Arias Blanco.
Fernández Feo-Tinoco nahm an allen vier Sitzungsperioden des Zweiten Vatikanischen Konzils teil. Am 26. Oktober 1984 nahm Papst Johannes Paul II. das altersbedingte Rücktrittsgesuch von Alejandro Fernández Feo-Tinoco an.